# 国鉄コキ9300形貨車
国鉄コキ9300形貨車（こくてつコキ9300がたかしゃ）は、日本国有鉄道（国鉄）が1974年に導入した貨車（コンテナ車）である。ISO規格の海上コンテナの積載とコンテナ荷役の全自動化を図った試作車として1両のみが製造された。

## 開発の経緯
国鉄では海上コンテナ輸送が1968年（昭和43年）よりコキ1000形などで行われていたが、取扱の拡大には輸送の近代化と輸送力向上が求められた。1971年（昭和46年）よりフレートライナー輸送用として登場したコキ50000形は国鉄規格の20 ftコンテナ（10トンコンテナ）をISO規格の海上コンテナと同じ緊締装置で3個積載可能であったが、軸重の制約によりコンテナ1個あたりの総重量を12.3 tに抑える必要があり、総重量20.2 tを許容するISO海上コンテナを積載できず貨車の共用ができなかった。
また、当時の国鉄ではコンテナ荷役の自動化も検討されており、1974年（昭和49年）開業の東京貨物ターミナル駅は全自動荷役を視野に置いたターミナルの1つとされていた。国鉄では総重量20.2 tのISO20ft海上コンテナを3個搭載可能かつ全自動荷役に対応したコンテナ車を1973年（昭和48年）度の技術課題として試作することになり、1974年（昭和49年）にコキ9300形が登場した。

## 構造
基本構造はコキ50000形に準じたが、国鉄規格20 ftコンテナ（10トンコンテナ）及びISO海上コンテナの積載に特化しており、国鉄5トンコンテナ（10 ft・12 ft）の積載は考慮されていない。総重量20.2 tのISO規格20 ftコンテナを3個積載可能とするため、荷重は61 tとされた。総重量が90 tに達することから台車は3軸ボギーとなった。最高速度はコキ50000形と同じ95 km/hである。

### 車体・機器
車体長はコキ50000形と同じ19,600 mmとされ、20ftコンテナ3個の積載に対応した。高さ8 ft 6 inのISO規格コンテナを車両限界内で積載可能とするため、床面高さはコキ50000形より88 mm低い1,012 mmとした。
ブレーキ装置はコキ50000形と同じCL方式で、応荷重装置を併設した自動空気ブレーキである。連結器はコキ10000形で使用された密着自動連結器から空気管を取り除いた構造とし、緩衝器は衝撃に弱い海上コンテナを考慮して緩衝能力に優れたシリコン緩衝器が使用された。

### 緊締装置
緊締装置はISO規格のツイストロックあるいはダボ式で、国鉄5トンコンテナ用の緊締装置は設置されなかった。積載パターンは4種類が定められ、ISO規格の20ft（1C形）3個積みがパターンA、30ft（1B形）2個積みがパターンB、20ft+30ft各1個積みがパターンC、20ft+40ft（1A形）各1個積みがパターンDとされた。緊締装置の数を節約するため前後方向の配置が固定されており、40 ftコンテナの場合は手ブレーキのあるデッキ側にのみ積載可能である。
18個ある緊締装置のうち車端部の計4個は全パターン対応として台枠に常時露出しているが、残り14個はコキ50000形と同様に格納式となっており、コンテナの積載パターンに応じて露出するようになっている。
コキ9300形の緊締装置は全自動荷役に対応しており、地上の制御盤から電気信号で緊締装置の配列4パターンと鎖錠・解錠の指令を操作し、圧縮空気を用いたシリンダにより動作する。コンテナ積載の検知も自動で行い、積載の有無と施錠状態を近接センサで検知し、地上の制御盤にフィードバックされるようになっていた。地上の制御盤は最大30両編成まで対応可能な設計で、貨車の向きと積載パターン、コンテナ積付けの確認が可能になっていた。車体側面にも車両単位で制御可能な制御盤があり、地上操作との切り替えも可能であった。

### 台車
総重量が70tに達するため従来の2軸台車は使用できず、コキ50000形のTR223形台車をベースに3軸台車のTR902形が開発された。この台車は海上コンテナ輸送車、タンク車など重量級貨車の高速化を目的に1972年度の技術課題として開発されたものである。
軸間距離はタキ50000形などで使用されたTR78形と同じ1,500 mm + 1,500 mmである。曲線通過時の横圧低減のため、台車枠は2軸台車に1軸分を載せた構造とした。車輪はコキ50000形と同じ14トン中軸とされた。

## 試験・運用
1974年1月にTR902形台車をタキ55000形に装着しての空車試験が山陽本線幡生操車場 - 柳井間で実施されたが、曲線通過時の横圧が高くなる問題が発生したためオイルダンパと枕バネが設計変更された。同年6月には同じ区間でコキ9300形により第二次試験が行われ、空車状態での横圧は低減したものの積車状態では枕ばねが座屈する危険があるとされたため、積車試験は中止された。試験結果から台車位置が1軸側を先頭側とした方が横圧が低いとして前後の台車が入れ替えられ、その後も試験を実施したとされる。
コンテナの全自動荷役計画はその後中止となり、試験輸送の実績もなかったとされる。1986年度に形式消滅した。